# Citrus (manga)
Citrus là một bộ yuri manga Nhật Bản được sáng tác và minh họa bởi Saburouta. Bộ truyện được đăng trên tạp chí Comic Yuri Hime của Ichijinsha từ tháng 12 năm 2012 tới tháng 8 năm 2018 và được xuất bản ở định dạng tiếng Anh bởi Seven Seas Entertainment. Một anime 12 tập được sản xuất bởi Passione cũng đã lên sóng vào khoảng giữa tháng 1 và tháng 3 năm 2018. Manga spin-off với tựa đề Citrus Plus bắt đầu ra mắt vào tháng 12 năm 2018.
Tại Việt Nam, Citrus đã được Amak Books mua bản quyền

## Cốt truyện
Yuzu Aihara, một gyaru , vui vẻ và năng động, chuyển đến ngôi nhà mới, theo học một ngôi trường mới sau khi mẹ cô tái hôn với người đàn ông khác. Mặc dù thích thú với các cậu trai và mua sắm hơn việc học, cô lại được xếp vào một học viện nữ sinh và xảy ra bất đồng gần như ngay sau đó với hội học sinh của trường - đặc biệt là Mei Aihara, Hội trưởng hội học sinh, chăm chỉ, xinh đẹp, tài giỏi nhưng vô cùng lạnh lùng. Yuzu không ngờ rằng mẹ của mình đã tái hôn với bố của Mei và họ sẽ sống chung một nhà, Mei sẽ trở thành em gái của Yuzu. Bộ truyện dõi theo sự phát triển mối quan hệ giữa hai cô gái, từ không hề ưa nhau đến bắt đầu tìm hiểu lẫn nhau và rồi Yuzu dần có những tình cảm lãng mạn với cô em gái của mình.

## Nhân vật

### Nhân vật chính
Aihara Yuzu (藍原 柚子)
Lồng tiếng bởi: Ayana Taketatsu (tiếng Nhật), Megan Shipman (tiếng Việt)
Yuzu là một gyaru tự xưng, một cô gái thời trang và là chị kế của Aihara Mei. Bố cô mất khi cô còn rất nhỏ. Cô có đôi mắt màu xanh lục và đã tự nhuộm tóc mình thành màu vàng. Cô là một cô gái táo bạo, thẳng thắn, và thường không biết xấu hổ, cô được chuyển đến Học viện nữ sinh Aihara sau khi mẹ mình tái hôn. Cô thích ăn diện, trang điểm và chỉnh trang bộ đồng phục trường học theo những cách không phù hợp với quy tắc ứng xử của trường, thường dẫn đến những cuộc cãi vã với hội học sinh. Mặc dù những người bạn cũ của cô tin rằng cô khá giàu kinh nghiệm trong việc hẹn hò và các mối quan hệ, cô thú nhận cô chưa bao giờ có bạn trai. Mặc dù thỉnh thoảng cô ấy tỏ ra rất lười biếng nhưng với công việc khó khăn, cô ấy có thể đạt được kết quả kiểm tra trong top 100 của trường, khiến Himeko ngạc nhiên.
Khi chuyển tới Yuzu ngay lập tức kết bạn với Harumi Taniguchi có cùng chí hướng, và cả hai thường phá vỡ các quy tắc của trường cùng với nhau. Mặt khác, cô ấy ngay lập tức không thích Mei, bối rối bởi thái độ lạnh lùng của cô và những hành động tình dục ngẫu nhiên. Mặc dù vậy, sự thất vọng của Yuzu cuối cùng trở thành một điểm thu hút lãng mạn mạnh mẽ, và cô ấy dần tạo một sự bảo vệ cho Mei và có mối quan tâm sâu sắc cho hạnh phúc của cô ấy. Mặc dù Yuzu đấu tranh với sự quan tâm không bình thường của cô dành cho Mei, cô cũng cố hết sức để trở thành một người chị tốt, cố hết sức để hàn gắn mối quan hệ giữa Mei và cha cô và làm những gì cô có thể để hỗ trợ. Cô có một người bạn thời thơ ấu tên là Matsuri, sống gần ngôi nhà cũ của mình và từng như một người chị với cô nhóc.
Aihara Mei (藍原 芽衣)
Lồng tiếng bởi: Minami Tsuda (tiếng Nhật), Amber Lee Connors (tiếng Anh)
Mei là Chủ tịch Hội học sinh xinh đẹp và nghiêm túc, cháu gái của chủ tịch trường, và giờ là em gái của Yuzu (mặc dù hai người cùng tuổi và cùng lớp với nhau). Cô nghiêm khắc, lạnh lùng và nóng tính. Mặc dù được học sinh trong trường tôn trọng, cô đôi khi có cách hành xử và nói chuyện rất tàn nhẫn. Đặc điểm này, cũng như việc Mei thường có những hành động tình dục chỉ đơn giản để kiểm soát Yuzu khiến Yuzu rất thất vọng. Mei ban đầu được sắp xếp để kết hôn với một giáo viên ưu tú trong trường của cô, nhưng sau đó Yuzu phát hiện ra rằng hắn chỉ định sử dụng cô để kiếm tiền cho bản thân và tiết lộ sự xấu xa của ông thầy, dẫn đến việc hắn rời đi. Khi Yuzu biết thêm về Mei, cô ấy tỏ ra khá nhạy cảm và cô đơn, điều này thường khiến ý chí muốn bảo vệ Mei của Yuzu tăng lên.
Taniguchi Harumi (谷口 はるみ)
Lồng tiếng bởi: Yukiyo Fujii (tiếng Nhật), Margaret McDonald (tiếng Anh)

### Học viện Aihara
Momokino Himeko (桃木野 姫子)
Lồng tiếng bởi: Yurika Kubo (tiếng Nhật), Bryn Apprill (tiếng Anh)

###### Ngoại hình
Himeko là một cô gái tuổi teen có vóc dáng thấp bé với mái tóc màu mận chín (màu đen trong anime) được buộc thành hai lọn tóc ngắn đôi, đôi mắt màu đỏ tươi (đôi mắt màu tím đậm trong anime) và đôi lông mày dày và rậm, đó là những đặc điểm dễ nhận thấy nhất của cô. Ở trường, cô mặc một bộ đồng phục gọn gàng, nhưng khi ra khỏi học viện, cô lại mặc những bộ váy lộng lẫy và trang phục quá cầu kỳ. Người ta hiếm khi thấy cô mặc trang phục giản dị.

###### Tính cách
Himeko có tính cách khá nguyên tắc và bướng bỉnh, đồng thời coi thường những người không tuân theo nội quy của trường, đối tượng thường bị cô phản đối nhất là Yuzu và Harumi. Mặc dù thích tuân thủ các quy tắc, cô ấy có vẻ thích thời trang lolita vì người ta thường thấy cô ấy mặc kiểu thời trang đó khi không ở trường.
Himeko cực kỳ ghen tị và bảo vệ Mei quá mức, đồng thời cực kỳ không chấp nhận mối quan hệ thân thiết của Yuzu với Mei. Người ta tin rằng Himeko có tình cảm lãng mạn mãnh liệt với Mei, và thường nhấn mạnh mối quan hệ của cô với Mei bằng cách liên tục đề cập đến việc cả hai đều là bạn thời thơ ấu. Mặc dù có tính cách có vẻ chiếm hữu, nhưng cô ấy thực sự quan tâm đến lợi ích tốt nhất của Mei khi miễn cưỡng chấp nhận sự thu hút của Yuzu đối với Mei, tuy nhiên, điều đó không ngăn cô ấy thường xuyên phàn nàn về việc Yuzu liên tục vi phạm nội quy trường học.

###### Mối quan hệ của Himeko với Yuzu và Mei
Khi Yuzu lần đầu đến Học viện Aihara, Momokino có chút không thích cô vì cô chống lại các tiêu chuẩn của trường. Cô ấy ngay lập tức trở thành đối thủ vì tình cảm của Mei khi Momokino bắt đầu nghi ngờ về mối quan hệ của Yuzu với Mei vào thời điểm đó mà không biết rằng họ đã trở thành chị em kế. Sự ghen tị nảy sinh trong cô gái trẻ và Momokino đã quyến rũ Mei như một biện pháp để khẳng định quyền sở hữu nào đó đối với cô ấy. Tuy nhiên, cô ấy đã nói dối Yuzu về việc "tiến xa hơn với Mei" để Yuzu không theo đuổi Mei. Điều này ban đầu khiến mối quan hệ giữa cô và Mei nảy sinh mâu thuẫn. Yuzu và Momokino cuối cùng đã chôn vùi mâu thuẫn với nhau khi Mei lâm bệnh và Momokino tình nguyện thay thế cô ấy trong một cuộc họp quan trọng. Khi trở nên tốt hơn, Mei bị Yuzu ép phải xin lỗi Momokino.

###### Vai trò
Momokino là cánh tay phải của Mei với tư cách là Phó Chủ tịch Hội học sinh. Momokino đã biết Mei nhiều năm và là bạn thời thơ ấu của cô ấy. Một ngày nọ, khi cha của Mei rời nhà, Momokino đã thề rằng cô sẽ bảo vệ Mei bằng bất cứ giá nào. Sự cống hiến này dành cho Mei dần dần khiến cô phải lòng Mei. 
Maruta Kayo (丸田 加代)
Lồng tiếng bởi: Ikumi Hayama (tiếng Nhật), Natalie Hoover (tiếng Anh)
Nene Nomura (野村 寧音)
Shiraho Suzuran (白帆 鈴蘭)
Chairman (理事長 Rijichō)
Lồng tiếng bởi: Kinryū Arimoto (tiếng Nhật), Charlie Campbell (tiếng Anh)

### Nhân vật khác
Mizusawa Matsuri (水沢 まつり)
Lồng tiếng bởi: Sayaka Horino (PV, CD kịch),
Tachibana Sara (タチバナ・サラ)
Lồng tiếng bởi: Hisako Kanemoto (tiếng Nhật), Felecia Angelle (tiếng Anh)
Tachibana Nina (タチバナ・ニナ)
Lồng tiếng bởi: Rei Matsuzaki (tiếng Nhật), Megan Emerick (tiếng Anh)
Taniguchi Mitsuko (谷口 みつ子)
Ichika (イチカ)
Udagawa (宇田川)
Kana (カナ) Manami (まなみ)
Lồng tiếng bởi: Haruka Yamazaki (Kana), Yuka Ōtsubo (Manami) (tiếng Nhật), Michelle Rojas (Kana), Brittany Lauda (Manami) (tiếng Anh)
Aihara Shō (藍原 翔)
Lồng tiếng bởi: Tomoaki Maeno (tiếng Nhật), David Wald (tiếng Anh)
Aihara Ume (藍原 梅)
Lồng tiếng bởi: Kana Ueda (tiếng Nhật), Terri Doty (tiếng Anh)
Thầy Amamiya (雨宮 Amamiya-sensei)
Lồng tiếng bởi: Shō Nogami (tiếng Nhật), Dave Trosko (tiếng Anh)

## Manga
Citrus do Saburouta viết và vẽ minh họa. Bộ truyện được đăng thường kì trên tạp chí nguyệt san Comic Yuri Hime của Ichijinsha từ ngày 17 tháng 11 năm 2012 đến ngày 18 tháng 8 năm 2018. Ichijinsha đã xuất bản mười tập truyện tankōbon từ ngày 18 tháng 7 năm 2013 đến ngày 31 tháng 10 năm 2018. Một CD kịch được phát hành cùng tập 4 của truyện vào ngày 18 tháng 7 năm 2015. Seven Seas Entertainment đã phát hành bản tiếng Anh của Citrus từ ngày 14 tháng 12 năm 2014 đến ngày 23 tháng 7 năm 2019.
Một phần manga ngoại truyện có tên là Citrus Plus (citrus+), được sáng tác kể từ ngày 18 tháng 12 năm 2018. Phần truyện này cũng do Seven Seas Entertainment phát hành bản tiếng Anh.

#### Các tập truyện

##### Citrus
| #  | Ngày phát hành Tiếng Nhật                         | ISBN Tiếng Nhật                                    |
| -- | ------------------------------------------------- | -------------------------------------------------- |
| 1  | 18 tháng 7, 2013 18 tháng 7, 2015 (Bản đặc biệt)  | 978-4-7580-7264-9 978-4-7580-7452-0 (Bản đặc biệt) |
| 2  | 18 tháng 3, 2014 18 tháng 7, 2015 (Bản đặc biệt)  | 978-4-7580-7297-7 978-4-7580-7453-7 (Bản đặc biệt) |
| 3  | 18 tháng 11, 2014 18 tháng 7, 2015 (Bản đặc biệt) | 978-4-7580-7372-1 978-4-7580-7454-4 (Bản đặc biệt) |
| 4  | 18 tháng 7, 2015                                  | 978-4-7580-7449-0 (Bản đặc biệt)                   |
| 5  | 18 tháng 5, 2016                                  | 978-4-7580-7540-4 978-4-7580-7545-9 (Bản đặc biệt) |
| 6  | 17 tháng 12, 2016                                 | 978-4-7580-7624-1 978-4-7580-7625-8 (Bản đặc biệt) |
| 7  | 16 tháng 7, 2017                                  | 978-4-7580-7673-9 978-4-7580-7680-7 (Bản đặc biệt) |
| 8  | 18 tháng 10, 2017                                 | 978-4-7580-7741-5 978-4-7580-7743-9 (Bản đặc biệt) |
| 9  | 23 tháng 3, 2018                                  | 978-4-7580-7793-4 978-4-7580-7794-1 (Bản đặc biệt) |
| 10 | 31 tháng 10, 2018                                 | 978-4-7580-7873-3                                  |

##### Citrus Plus
| # | Ngày phát hành Tiếng Nhật | ISBN Tiếng Nhật                                    |
| - | ------------------------- | -------------------------------------------------- |
| 1 | 18 tháng 11, 2019         | 978-4-7580-7976-1 978-4-7580-7995-2 (Bản đặc biệt) |
| 2 | 31 tháng 7, 2020          | 978-4-7580-2104-3 978-4-7580-2105-0 (Bản đặc biệt) |
| 3 | 31 tháng 3, 2021          | 978-4-7580-2218-7 978-4-7580-2219-4 (Bản đặc biệt) |
| 4 | 18 tháng 1, 2022          | 978-4-7580-2337-5 978-4-7580-2338-2 (Bản đặc biệt) |
| 5 | 13 tháng 1, 2023          | 978-4-7580-2489-1 978-4-7580-2490-7 (Bản đặc biệt) |
| 6 | 25 tháng 6, 2024          | 978-4-7580-2722-9 978-4-7580-2723-6 (Bản đặc biệt) |

## Anime
Một bản chuyển thể anime do Passione sản xuất và Takahashi Takeo đạo diễn bắt đầu phát sóng trên kênh AT-X kể từ tháng 1 đến tháng 3 năm 2018. Naoki Hayashi biên tập kịch bản, Ijuuin Izuro thiết kế nhân vật và Lantis soạn phần nhạc hiệu. Ca khúc mở đầu phim là "Azalea" (アザレア "Azarea") do Nano Ripe trình diễn, còn ca khúc kết thúc mỗi tập phim là "Dear Teardrop" của Mia Regina. Crunchyroll và Funimation đều phát trực tuyến bản tiếng Anh của anime.
| TT. | Tiêu đề                  | Ngày phát hành gốc  |
| --- | ------------------------ | ------------------- |
| 1   | "love affair!?"          | 6 tháng 1 năm 2018  |
| 2   | "one's first love"       | 13 tháng 1 năm 2018 |
| 3   | "sisterly love?"         | 20 tháng 1 năm 2018 |
| 4   | "love me do!"            | 27 tháng 1 năm 2018 |
| 5   | "under lover"            | 3 tháng 2 năm 2018  |
| 6   | "out of love"            | 10 tháng 2 năm 2018 |
| 7   | "love or lie!"           | 17 tháng 2 năm 2018 |
| 8   | "war of love"            | 24 tháng 2 năm 2018 |
| 9   | "love is"                | 3 tháng 3 năm 2018  |
| 10  | "winter of love"         | 10 tháng 3 năm 2018 |
| 11  | "love you only"          | 17 tháng 3 năm 2018 |
| 12  | "my love goes on and on" | 24 tháng 3 năm 2018 |